# Iron Knob
Iron Knob är en ort i Australien. Den ligger i delstaten South Australia, omkring 280 kilometer nordväst om delstatshuvudstaden Adelaide.
Trakten runt Iron Knob är nära nog obefolkad, med mindre än två invånare per kvadratkilometer.. 
Omgivningarna runt Iron Knob är i huvudsak ett öppet busklandskap. Genomsnittlig årsnederbörd är 343 millimeter. Den regnigaste månaden är juni, med i genomsnitt 59 mm nederbörd, och den torraste är oktober, med 6 mm nederbörd.